# Paolo Volponi
Paolo Volponi (Urbino, 6 febbraio 1924 – Ancona, 23 agosto 1994) è stato uno scrittore, poeta e politico italiano, senatore della Repubblica Italiana nel corso di due legislature.

## Biografia
Nacque a Urbino nel 1924 da Teresa Filippini ed Arturo Volponi; il padre era proprietario di una piccola fornace per laterizi, la madre proveniva da una famiglia di piccoli possidenti agricoli. Frequentò negli anni Quaranta il Liceo Classico Raffaello Sanzio e nel 1943 si iscrisse a Giurisprudenza nella nascente Libera Università di Urbino, dove nel 1947 ottenne la laurea, dopo una breve esperienza partigiana sugli Appennini. Determinante per la sua carriera è stato l'incontro, avvenuto nel 1950, grazie al critico Franco Fortini, con l'imprenditore Adriano Olivetti, che con la sua visione sociale e solidaristica dello sviluppo industriale lo convinse a farsi assumere presso un ente di assistenza sociale, per il quale compì inchieste sull'evoluzione economica del Sud, lavorando a Roma a partire dal 1953.
Nel 1956 entrò alla Olivetti di Ivrea, prima come collaboratore e poi come direttore dei servizi sociali, e dal 1966 al 1971 tenne la direzione dell'intero settore delle relazioni aziendali. Successivamente si trasferì a Torino, dove dal 1972 avviò una consulenza con la Fiat per i rapporti tra fabbrica e città in un momento particolarmente difficile per la vita nella provincia torinese.
Nel 1975 divenne direttore della Fondazione Agnelli, ma fu costretto a lasciare tale incarico per la sua adesione al Partito Comunista Italiano, sgradita ai vertici della Fiat. Dopo essere stato assistente della società Finarte a Milano aderì da indipendente al PCI, per il quale divenne senatore nel 1983. Divenne anche presidente della Cooperativa soci dell'Unità, promuovendo con il giornale una fitta rete di iniziative, fra cui un convegno nazionale su Pier Paolo Pasolini, a Bologna, nel 1987. Da questa esperienza nacque l'associazione Casa dei pensieri, in seguito diretta da Davide Ferrari.
Il 3 settembre 1989, il figlio Roberto rimase vittima nel disastro aereo del Volo Cubana T1281, avvenuto a L'Avana.
Di fronte alla crisi della sinistra degli anni ottanta Volponi si oppose alla dissoluzione del PCI e nel 1991, al momento della nascita del Partito Democratico della Sinistra, aderì al nuovo gruppo di Rifondazione Comunista, che a suo avviso "manteneva viva la speranza di un mondo più giusto e più razionale". Eletto deputato nazionale alle elezioni politiche del 1992 con 4.486 voti nella circoscrizione Ancona-Pesaro-Macerata-Ascoli Piceno, rimase in carica fino allo scioglimento anticipato della legislatura nella primavera del 1994. Morì pochi mesi dopo all'ospedale regionale di Ancona a causa di una malattia ai reni, all'età di 70 anni. È sepolto nel cimitero di San Cipriano a Urbino.

## Le opere
L'attività letteraria di Volponi prese avvio nel 1948, anno della pubblicazione de Il ramarro, raccolta di poesie sospese tra tardo ermetismo e neorealismo. Le opere successive furono L'antica moneta del 1955; Le porte dell'Appennino del 1960, per il quale ottenne il premio Viareggio per la poesia, e Foglia mortale, stampata in edizione ridotta nel 1974.
L'opera narrativa invece iniziò nel 1962 con il Memoriale, incentrato sulla contrapposizione operai-imprenditori negli anni sessanta. Dopo il tentativo, abbandonato dallo stesso autore, di creare un "romanzo di formazione" (che si sarebbe dovuto intitolare Repubblica borghese), Volponi scrisse nel 1965 il romanzo La macchina mondiale, con cui vinse il premio Strega: basato sulla storia di un proprietario terriero costretto a comparire in tribunale perché accusato di violenza domestica dalla moglie, con esso l'autore si pone degli interrogativi che assillano l'uomo da sempre e li svolge cercando delle risposte che non siano sempre le stesse, e soprattutto che siano prive esse stesse dal generare ulteriori dubbi; vi è contenuta una concezione deistica dell'universo, in cui l'uomo è osservato nel suo muoversi e agitarsi verso la meta dai medesimi che si sono divertiti a crearlo, non si sa con quanto piacere o con quanto sarcasmo, allo stesso modo che un uomo guarda, compiaciuto ed ironico a un tempo, alla fatica che le numerose formiche sopportano per dare un senso alla loro vita.
Dopo Corporale (1974), ampio romanzo in cui il protagonista (l'intellettuale Gerolamo Aspri) dopo brutte esperienze in fabbrica ed in città parte alla conquista della realtà, Volponi tentò varie strade letterarie, frutto di sperimentazioni in gran parte davvero vissute.
Con Le mosche del capitale (1989), narra la vita di un manager democratico ed aperto, il professor Bruto Saraccini, la cui genialità viene schiacciata in azienda dalle cieche logiche di potere e di guadagno. Il titolo di quest'opera allude ai dirigenti industriali di alto livello che, con apparente leggerezza ma con profonda volgarità, rifiutano i sentimenti e la democrazia in nome del Dio denaro. Parzialmente autobiografico, infine, è il romanzo con il quale Volponi vinse per la seconda volta il premio Strega (unico autore a riuscirci fino al 2020, quando l'impresa viene ripetuta da Sandro Veronesi), La strada per Roma (1991), che narra la vicenda di un giovane uomo il quale, stanco della routine di Urbino, si trasferisce a Roma, dove vive le speranze e le illusioni della grande città.

## L'ideologia
L'opera e la vita di Paolo Volponi testimoniano il suo personale rapporto con la realtà contemporanea, con i suoi aspetti essenziali e determinanti: la letteratura è per lui un modo per investire il mondo con una soggettività risentita ed appassionata, per dichiarare l'esigenza di una razionalità capace di affermare le più integrali possibilità dell'uomo e di mirare ad una libera espansione delle sue facoltà corporee e mentali, a uso positivo del lavoro, della scienza e della tecnica.
L'adesione all'umanesimo, effettuata dal Volponi durante la sua giovinezza ad Urbino, non venne mai meno nella sua produzione letteraria, e venne affiancata nella maturità da un forte impegno politico a sinistra, con una disponibile attenzione alle forme della modernità.
Convinto della possibilità che la società industriale ha di evolversi in modo democratico, soprattutto durante gli anni della maturità egli vide nel comunismo il mezzo ideologico che le grandi e povere masse di uomini sfruttati dall'industria hanno per liberarsi dal giogo del capitalismo: ciò nonostante, egli considerò positiva l'industrializzazione (ovvero il "boom economico") che l'Italia stava attraversando negli anni cinquanta e sessanta, entrando per questo soventemente in polemica con Pier Paolo Pasolini, di parere opposto.
Volponi vide con lucidità gli elementi negativi che aleggiavano in Italia durante la sua maturità: l'onnipotenza delle telecomunicazioni, l'intreccio di trame e poteri occulti, lo strapotere dell'industria nei confronti della terra e della città nei confronti della campagna lo scossero profondamente, ed egli reagì a questi fenomeni auspicando la formazione di un mondo giusto ed abitabile e cercando di resistere al degrado morale e culturale del paese, senza però rinnegare la sua storia né le secolari memorie della nazione.
Le due grandi direttrici della narrativa volponiana, la storia della modernizzazione capitalista e l'utopia del suo impossibile rovesciamento, orientano già i primi tre romanzi editi, e ad esse corrispondono analoghe procedure sul piano della scrittura, in bilico tra realismo e lirismo, tra peso saggistico e levità poetica.
In una delle "prose minori" edite in questo libro Le difficoltà del romanzo, col suo caratteristico incedere contorto e minuzioso, Volponi ricorda che ciò che scrive "non deve rappresentare la realtà ma deve romperla" e che la lettura dei suoi romanzi non si può fare "stando seduto socialmente, accomodato" ma esige " quella stessa attenzione che [si] adopera nell'innamoramento, (...) quella stessa attenzione con la quale [ci] si accinge a studiare, a scoprire le cose e le persone nuove". In questo modo giustifica la scrittura non pacificata che caratterizza le sue pagine (Volponi non scrive in proprio troppo diversamente da come stendono i loro "memoriali" i suoi personaggi, tipo Anteo Crocioni de "La Macchina mondiale") e il piglio saggistico, riflessivo dei suoi romanzi, il cui scopo non è più "quello di narrare, che vuol dire sistemare, curare, ma quello di contribuire, nelle sue libere forme, al dibattito".
Questa forte motivazione ideologica, per quanto teoreticamente assai libera e spregiudicata, appare, con la sua stessa radicalità, come uno degli elementi che più distanziano l'opera di Volponi dal gusto dei contemporanei. Quei suoi personaggi "isolati, fuori della società e di ogni rappresentazione che di essa si dà (...) per forza poco accomodanti, antipatici ed esaltati" sono mossi da un'istanza critica nei confronti del reale, oggi non più di moda.
Il vasto dubbio filosofico è oggi ammesso, mentre quello politico, molto più circoscritto, è meno condiviso. La sua lontananza dall'attualità è poi accentuata dalla scrittura, dal montaggio dei suoi romanzi, realizzati (con il loro sperimentalismo, il loro incedere arduo e complicato) in modo da mettere in difficoltà il lettore, da impedirgli quelle semplificazioni, quelle identificazioni e quegli accertamenti che tipicamente scattano di fronte ai classici.
Volponi vedeva in questi atteggiamenti il segno di un uso non critico (da parte degli autori e dei lettori) dell'invenzione letteraria, e negava che classico sia quel romanzo in cui, grazie alla forma, ci si identifica e riconosce in eventi e personaggi, indipendentemente dall'epoca in cui è ambientato e dall'età in cui è stato scritto.
I romanzi di Volponi si collocano invece deliberatamente lontano dal lettore (anche da quello loro contemporaneo) e, se lo avvicinano, lo fanno, eventualmente, solo per la via esplicita dei temi (come nel Pianeta irritabile, il cui argomento sempre attualissimo - l'apocalisse postatomica - lo apparenta al "Mio Dio grazie" di Malamud) e non per la più decisiva via delle strategie compositive, delle tecniche della narrazione, dello stile.
Dal punto di vista della forma i romanzi si situano tra i testi del disordine, della contestazione anche stilistica del mondo, della traduzione in oscillazioni sintattiche della dialettica senza sintesi che governa la realtà. La denuncia della degradazione imposta dalla modernità occidentale all'uomo e alla natura trova nella scrittura di Volponi un corrispettivo stilistico che non illude intorno alle possibilità di controllo razionale della devastazione descritta e si impegna semmai a mimarla e a denunciarla.
Come osserva Emanuele Zinato (curatore Einaudi dell'opera dello scrittore), Volponi si è riconosciuto in Pasolini (e non in Calvino), nella Morante (e non in Umberto Eco) ed è rimasto estraneo agli interessi delle generazioni a lui successive, che si sono ritrovate invece nelle cifre stilistiche degli autori a lui non congeniali, certo politicamente anch'essi schierati, ma stilisticamente ubiqui. Non a caso, la raccolta integrale dei romanzi volponiani si concluderà, rispettando la cronologia di stampa, con quella "Strada per Roma" che, edito nel 1991, era stato però "pensato nel 1955-56 e scritto nel 1962-64": quasi un segno visibile dell'età di cui Volponi è stato interprete e dalla quale non è mai letterariamente uscito.

## Opere

### Narrativa
- Memoriale, Milano, Garzanti, 1962.
- La macchina mondiale, Milano, Garzanti, 1965.
- Corporale, Torino, Einaudi, 1974.
- Il sipario ducale, Milano, Garzanti, 1975.
- Il pianeta irritabile, Torino, Einaudi, 1978.
- Il lanciatore di giavellotto, Torino, Einaudi, 1981.
- Le mosche del capitale, Torino, Einaudi, 1989. ISBN 88-06-11524-3.
- La strada per Roma, Torino, Einaudi, 1991.

### Saggistica
- Scritti dal margine, a cura di Emanuele Zinato, Lecce, Manni, 1994. [16 interventi pubblicati tra il 1977 e il 1983]
- Paolo Volponi-Francesco Leonetti, Il leone e la volpe. Dialogo nell'inverno 1994, Collana Gli struzzi, Torino, Einaudi, 1995, ISBN 978-88-06-13625-3.. Cantonate di Urbino

### Poesia
- Il ramarro, Urbino, Istituto D'arte, 1948.
- L'antica moneta, Firenze, Vallecchi, 1955.
- Le porte dell'Appennino, Milano, Feltrinelli, 1960.
- La nuova pesa, Milano, Il Saggiatore, 1964.
- Le mura di Urbino, Urbino, Istituto statale d'arte, 1973.
- La vita, Pesaro, La Pergola, 1974.
- Foglia mortale, Ancona, Bucciarelli, 1974.
- Con testo a fronte. Poesie e poemetti, Torino, Einaudi, 1986.
- Nel silenzio campale, Lecce, Manni, 1990.
- È per un'impudente vanteria, in AA.VV., Mozione dei poeti comunisti, Lecce, Manni, 1991.

### Opere in rivista
- Una luce celeste (1965)
- I sovrani e la ricchezza (1967)
- Accingersi all'impresa (1967)
- La barca Olimpia (1968)
- Olimpia e la pietra (1968)
- Case dell'alta valle del Metauro (1989)

### Raccolte
- Poesie e poemetti 1946-66, Collana Supercoralli, Torino, Einaudi, 1980, ISBN 978-88-06-50542-4.
- Poesie. 1946-1994, Prefazione di Giovanni Raboni, a cura di Emanuele Zinato, Collana ET Poesia, Torino, Einaudi, 2001, ISBN 88-06-15094-4.
- Romanzi e prose, Introduzione e cura di Emanuele Zinato, Collana NUE n.229, Torino, Einaudi.
  - Volume I: Memoriale - La macchina mondiale - Corporale - Prose minori 1956-1975, 2002. ISBN 88-06-16252-7.
  - Volume II: Il sipario ducale - Il pianeta irritabile - Il lanciatore di giavellotto - Prose minori 1976-1983, 2002. ISBN 88-06-16325-6.
  - Volume III: Le mosche del capitale - La strada per Roma - Prose minori 1983-1994, 2003. ISBN 88-06-16326-4.
- Il linguaggio sportivo e altri scritti (1956-1993), a cura di Alessandro Gaudio, postfazione di Darwin Pastorin, Napoli, ad est dell'equatore, 2016. ISBN 978-88-99381-08-0
- I racconti, a cura di Emanuele Zinato, Collana Letture, Torino, Einaudi, 2017, ISBN 978-88-06-22661-9.

## Premi letterari
- 1960: Premio Viareggio per la poesia[11]
- 1965: Premio Strega[12]
- 1975: Premio Viareggio per la narrativa[11]
- 1986: Premio Mondello (autore italiano)[13]
- 1991: Premio Strega[14]